# Moriles
Moriles – gmina w Hiszpanii, w prowincji Kordoba, w Andaluzji, o powierzchni 19,54 km². W 2011 roku gmina liczyła 3907 mieszkańców.